# 麥特·哈勒戴
马修·托马斯·哈勒戴（英語：Matthew Thomas Holliday，1980年1月15日—）出生於奧克拉荷馬州斯蒂爾沃特市（Stillwater），曾為美國職棒大聯盟的選手。在1998年的大聯盟選秀會中，被科羅拉多落磯選中。參加過4次全明星賽，並獲得4次銀棒獎，獲得2007年國家聯盟冠軍賽的最有價值球員。

## 職業生涯

### 2004年－2006年
2004年，哈勒戴被科羅拉多落磯從小聯盟3A叫上大聯盟。當時是因為外野手Preston Wilson及Larry Walker受傷的關係而升上去，從這時開始，他變成落磯隊不可或缺的陣容之一。哈勒戴大聯盟的首次亮相是4月16日對聖路易紅雀的比賽，有3次打擊的機會，不過沒有擊出安打，但是獲得1次保送 （页面存档备份，存于）。4月22日，哈勒戴擊出大聯盟生涯的第1發全壘打。這年出賽121場，繳出0.290打擊率、14發全壘打、31支二壘安打及57分打點的成績。
2005年，哈勒戴在125場的比賽中，總計繳出0.307打擊率、19發全壘打、87分打點及68分得分的成績，並有14次盜壘成功。6月9日－7月18日，哈勒戴因為右手小指發生骨折而進入傷兵名單。9月20日對聖地牙哥教士的比賽中，哈勒戴獲得單場比賽8分打點，打破落磯隊史紀錄，球隊最後以20：1大勝對手。在這年球季裡面，單場8分打點的紀錄，僅次於紐約洋基的艾力士·羅德里奎茲在4月26日對洛杉磯天使的比賽（該場比賽獲得10分），為第2高打點的選手。
2006年，哈勒戴在155場的比賽中，總計繳出0.326打擊率、34發全壘打、114分打點及119分得分的成績，並有10次盜壘成功。今年哈勒戴在全壘打、長打數、得分及總打擊數是球隊最高的。在8月9日，對洛杉磯道奇的比賽中，哈勒戴發動2次盜壘，包括1次盜本壘成功，在今年球季裡面是第11位盜本壘成功的選手。優異的表現讓哈勒戴獲選參加生涯第1次美國職棒大聯盟全明星賽的機會，並在球季結束以後，獲得生涯第1次的外野手美國職棒大聯盟銀棒獎。

### 2007年

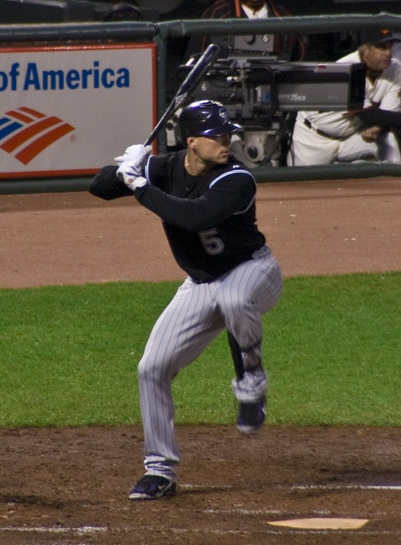
2007年於落磯進行打擊的哈勒戴。

2007年是哈勒戴成績最佳的一年，他在158場的比賽中，繳出0.340打擊率（國聯最高）、120分得分（聯盟第3名，僅次於吉米·羅林斯及亨利·拉米瑞茲）、50支二壘安打（國聯最高）、36發全壘打、137打點（國聯最高）及63次保送，他成為大聯盟史上第13位單季有200支以上安打及50支二壘安打的球員（上一次有如此優異的成績選手發生在45年前）。今年球季第二次獲選參加全明星賽，並參加美國職棒大聯盟全壘打大賽。9月獲得美國職棒大聯盟單月表現最佳球員。在美國職棒大聯盟最有價值球員獎獲得提名，其他獲得提名的選手還有費城費城人的游擊手吉米·羅林斯和密爾瓦基釀酒人的一壘手普林斯·菲爾德，最後票選結果哈勒戴獲得336張的選票，MVP由獲得363張選票的羅林斯獲得。
2007年球季，落磯隊以外卡資格進入季後賽，這也是哈勒戴第一次的季後賽比賽。在國家聯盟分區賽的第1場比賽，第8局時哈勒戴擊出陽春全壘打，幫助球隊以4：2獲得季後賽的第1場比賽勝利。第2場的比賽中，1局上半哈勒戴和隊友游擊手特洛伊·托洛維斯基連續2個打擊都擊出全壘打（Back-to-back），幫助球隊以10：5獲勝，取得2勝聽牌的優勢，最後球隊3連勝費城人獲得晉級。在國家聯盟冠軍賽落磯的對手為亞利桑那響尾蛇，落磯以4連勝擊敗響尾蛇，獲得隊史的第1個國家聯盟冠軍，並順利晉級隊史第1個世界大賽的比賽，在這4場比賽裡面，哈勒戴有0.333打擊率、2發全壘打及4分打點的成績，優異的表現獲得2007年國聯冠軍賽MVP。世界大賽，哈勒戴於第2場比賽演出4之4的表現，在第8局的比賽波士頓紅襪的終結者喬納森·派柏邦上場時嘗試盜壘，但是卻被牽制出局，也是該局的第3個出局數，最後球隊以1：2落敗。第3場比賽，哈勒戴於第7局擊出3分全壘打，但是因為球隊失分過多，最後還是以5：10落敗。球隊最後4連敗，無緣拿下隊史的第1座世界大賽冠軍。

### 2008年
1月18日，落磯和哈勒戴達成2年2300萬美金的合約，是生涯第1個複數年的合約。5月28日，哈勒戴因後腿肌腱扭傷進入15天傷兵名單，於6月10日脫離傷兵名單。7月8日，因芝加哥小熊的阿方索·索利安諾受傷，而遞補參加參加生涯的第3次全明星賽。在明星賽中，哈勒戴擔任右外野手，並於第5局時擊出陽春全壘打。今年總計繳出0.321打擊率、25發全壘打、88分打點及107分的得分，並獲得生涯第2次的銀棒獎。11月12日，奧克蘭運動家以休斯頓·史崔特、卡洛斯·岡薩雷茲及Greg Smith和落磯交易哈勒戴。

### 2009年－2016年
在運動家隊的93場比賽中，哈勒戴繳出0.286打擊率、11發全壘打和54分打點的成績。之後球隊因在分區排名最後1名，無緣晉級季後賽，而在7月24日，將哈勒戴交易至聖路易紅雀，運動家獲得Brett Wallace、Clayton Mortensen及Shane Peterson。
2010年1月7日，哈勒戴和紅雀達成7年1億2千萬美金的合約，並包含第8年的選擇權，在2017年的球隊選擇權方面，紅雀必須在世界大賽結束後的5天內，做出是否行使選擇權的決定。而只要哈勒戴在2016年球季的年度MVP票選中，他的排名搶進前10，選擇權便自動生效。倘若球團願意與強打繼續合作，紅雀除了支付2017年1700萬美金的薪資外，還得另付哈勒戴一筆最多高達1600萬美金的錢。而這筆額外的開銷，紅雀必須在2020年起，每年7月15日固定支付哈勒戴140萬或160萬美金，直到2029年。除此之外，哈勒戴不僅擁有「拒絕交易」的權利，以及最多高達67.5萬美元的激勵獎金，另外客場征戰時，紅雀還得提供他一間豪華套房。

### 2017年
2016年12月7日，哈勒戴職業生涯第2度成為自由球員，並和紐約洋基簽下1年1300萬美金的合約。2016年4月8日，對戰巴爾的摩金鶯時，哈勒戴打出生涯第2,000支安打。同年5月3日，面對多倫多藍鳥投手馬可仕·史卓曼，哈勒戴再轟出生涯第300支全壘打。他成為大聯盟史上第93位達成2,000支安打及300支全壘打里程碑的打者。後來由於傷病問題，他多次進入傷兵名單。2017年球季，哈勒戴僅繳出打擊率0.231、上壘率0.316和長打率0.432的成績。

### 2018年
2018年7月28日，哈勒戴和前東家科羅拉多落磯簽下小聯盟合約，待在3A的阿布奎基同位素。8月23日，哈勒戴安排在洛磯隊主場庫爾斯球場對聖地牙哥教士的先發陣容中。為了騰出球隊25人名單的空間，內野手蓋瑞特·漢普森被下放到阿布奎基同位素。過程中，哈勒戴的背號換成蓋瑞特的7號；等到9月大聯盟擴編後，蓋瑞特回來則改穿1號球衣。
2018年球季，哈勒戴在53個打數繳出打擊率0.283、上壘率0.415和長打率0.434的成績。全大聯盟的左外野手中，他的跑壘衝刺速度是最慢的，僅有每秒25.1英尺。也是國家聯盟第4老的球員。
2018年10月29日，哈勒戴選擇成為自由球員，並宣布退休。

## 教練生涯
2019年7月18日，哈勒戴被奧克拉荷馬州立大學聘為棒球隊的打擊及外野教練；而他的哥哥喬許·哈勒戴正是球隊的現任經理。

## 獎盃及獎項
- 全明星賽：7次（2006年－2008年、2010年－2012年、2015年）。
- 2011年世界大賽冠軍。
- 2007年國家聯盟冠軍賽最有價值球員。
- 銀棒獎：4次（2006年、2007年、2008年、2010年）。
- 國聯單月表現最佳球員：2007年9月。
- 國聯單週表現最佳球員：5次。
- 國聯打擊王：2007年。
- 國聯打點王：2007年。
- 國聯最多二壘安打：2007年。
- 國聯安打王：2007年。

## 職棒生涯成績
| 年度 | 球隊 | 場次 | 打席 | 打數 | 得分 | 安打 | 二壘打 | 三壘打 | 全壘打 | 打點 | 盜壘 | 四壞 | 三振 | 打擊率 | 上壘率 | 長打率 |
| 2004 | COL  | 121  | 439  | 400  | 65   | 116  | 31     | 3      | 14     | 57   | 3    | 31   | 86   | 0.290  | 0.349  | 0.488  |
| 2005 | COL  | 125  | 526  | 479  | 68   | 147  | 24     | 7      | 19     | 87   | 14   | 36   | 79   | 0.307  | 0.361  | 0.505  |
| 2006 | COL  | 155  | 667  | 602  | 119  | 196  | 45     | 5      | 34     | 114  | 10   | 47   | 110  | 0.326  | 0.387  | 0.586  |
| 2007 | COL  | 158  | 713  | 636  | 120  | 216  | 50     | 6      | 36     | 137  | 11   | 63   | 126  | 0.340  | 0.405  | 0.607  |
| 2008 | COL  | 139  | 623  | 539  | 107  | 173  | 38     | 2      | 25     | 88   | 28   | 74   | 104  | 0.321  | 0.409  | 0.538  |
| 2009 | OAK  | 93   | 400  | 346  | 52   | 99   | 23     | 1      | 11     | 54   | 12   | 46   | 58   | 0.286  | 0.378  | 0.454  |
| 2009 | STL  | 63   | 270  | 235  | 42   | 83   | 16     | 2      | 13     | 55   | 2    | 26   | 43   | 0.353  | 0.419  | 0.604  |
| 2009 | 合計 | 156  | 670  | 581  | 94   | 182  | 39     | 3      | 24     | 109  | 14   | 72   | 101  | 0.313  | 0.394  | 0.515  |
| 2010 | STL  | 158  | 675  | 596  | 95   | 186  | 45     | 1      | 28     | 103  | 9    | 69   | 93   | 0.312  | 0.39   | 0.532  |
| 2011 | STL  | 124  | 516  | 446  | 83   | 132  | 36     | 0      | 22     | 75   | 2    | 60   | 93   | 0.296  | 0.388  | 0.525  |
| 2012 | STL  | 157  | 688  | 599  | 95   | 177  | 36     | 2      | 27     | 102  | 4    | 75   | 132  | 0.295  | 0.379  | 0.497  |
| 2013 | STL  | 141  | 602  | 520  | 103  | 156  | 31     | 1      | 22     | 94   | 6    | 69   | 86   | 0.300  | 0.389  | 0.490  |
| 2014 | STL  | 156  | 667  | 574  | 83   | 156  | 37     | 0      | 20     | 90   | 4    | 74   | 100  | 0.272  | 0.370  | 0.441  |
| 2015 | STL  | 73   | 277  | 229  | 24   | 64   | 16     | 1      | 4      | 35   | 2    | 39   | 49   | 0.279  | 0.394  | 0.410  |
| 2016 | STL  | 110  | 426  | 382  | 48   | 94   | 20     | 1      | 20     | 62   | 0    | 35   | 71   | 0.246  | 0.322  | 0.461  |
| 2017 | NYY  | 105  | 427  | 373  | 50   | 86   | 18     | 0      | 19     | 64   | 1    | 46   | 114  | 0.231  | 0.316  | 0.432  |
| 2018 | COL  | 25   | 65   | 53   | 3    | 15   | 2      | 0      | 2      | 3    | 0    | 12   | 18   | 0.283  | 0.415  | 0.434  |
| 15年 | 15年 | 1903 | 7981 | 7009 | 1157 | 2096 | 468    | 32     | 316    | 1220 | 108  | 802  | 1362 | 0.299  | 0.379  | 0.510  |

## 外部連結
- 球員資訊和成績在MLB，ESPN，Baseball-Reference，Fangraphs，Baseball-Reference (Minors)（英文）
- ArmchairGM Profile Page
- Matt Holliday news[永久]
- Matt Holliday Baseball Stats by Baseball Almanac （页面存档备份，存于）（英文）
- Holliday player profile page at Scout.com （页面存档备份，存于）